# Renault Type J
Der Renault Type J war ein früher Personenkraftwagen von Renault. Eine andere Bezeichnung lautet Renault Type J – 18 CV.

## Beschreibung
Dieses Modell erschien einige Wochen später als der Renault Type H, der im April 1902 präsentiert wurde. Es war das bis dahin stärkste Fahrzeug. Konstrukteur war Louis Renault. 1902 endete die Produktion. Der folgende Renault Type N (a) hatte eine vergleichbare Motorleistung, aber einen um 50 cm längeren Radstand.
Bis auf den Motor ähnelte das Modell den Renault Type G und Renault Type H. Ein selbst entwickelter und hergestellter Zweizylindermotor mit 114 mm Bohrung und 130 mm Hub leistete aus 2654 cm³ Hubraum 18 PS. Der Wasserkühler war seitlich des Motors montiert. Die Motorleistung wurde über eine Kardanwelle an die Hinterachse geleitet. Die Höchstgeschwindigkeit war je nach Übersetzung mit 53 km/h bis 79 km/h angegeben.
Bei einem Radstand von 190 cm war das Fahrzeug 300 cm lang, 145 cm breit und 150 cm hoch. Das Fahrgestell wog 500 kg. Zur Wahl standen ein sportlicher, zweisitziger Phaeton, ein Tonneau und eine Limousine.